# 地球浪漫
『地球浪漫』（ちきゅうろまん）は、1986年4月から1988年3月25日までTBS系列局で放送されていたTBS製作のドキュメンタリー番組である。
なお、土曜日時代はサントリーの一社提供であった。

## 放送時間
いずれも日本標準時。
- 土曜 23:00 - 23:30 （1986年4月 - 1987年10月3日）
- 金曜 23:30 - 24:00 （1987年10月9日 - 1988年3月25日）

## 放送内容
- オーパ!神秘の宝石は語る〜開高健スリランカ紀行〜（1986年7月12日）
- 俺の生命はスピードだ!〜'86鈴鹿8時間耐久ロードレース〜（1986年8月）
- 栄光のインカ帝国（1987年）
- 黄金の大地ベンガル〜水と森の狩人（1987年）
- 熱砂をさらう戦士族〜エチオピア〜（1988年）
- エチオピア不思議絵巻（1988年）
- ほか多数

| TBS系列 土曜23:00 - 23:30                                         | TBS系列 土曜23:00 - 23:30                  | TBS系列 土曜23:00 - 23:30                                              |
| 前番組                                                            | 番組名                                     | 次番組                                                                 |
| ----------------------------------------------------------------- | ------------------------------------------ | ---------------------------------------------------------------------- |
| 合言葉は音楽気分! （1985年10月5日 - 1986年3月29日）               | 地球浪漫 （1986年4月 - 1987年10月3日）     | 中村敦夫の地球発23時 （1987年10月10日 - 1988年3月26日） ※23:00 - 23:54 |
| TBS系列 金曜23:30 - 24:00                                         |                                            |                                                                        |
| ネットワークJNN （1986年10月3日 - 1987年10月2日） ※23:30 - 翌0:20 | 地球浪漫 （1987年10月9日 - 1988年3月25日） | 噂的達人 （1988年4月1日 - 1989年9月29日）                              |

| スタブアイコン | サブスタブ | この項目は、まだ閲覧者の調べものの参照としては役立たない、テレビ番組に関連した書きかけの項目です。この項目を加筆・訂正などしてくださる協力者を求めています（P:テレビ/PJ:放送または配信の番組）。 |